# Kurt Huber
Kurt Huber (Coira, Suiza, 25 de octubre de 1893-Múnich, Alemania, 13 de julio de 1943) fue un profesor alemán de musicología, filosofía y psicología en la Universidad de Múnich; investigador sobre la canción popular y miembro del grupo de resistencia antinazi Rosa Blanca.

## Carrera
Su carrera científica se vio dificultada por la situación política: había ido ganando prestigio por sus publicaciones sobre psicología musical, estética musical y teoría de las vocales, por lo que recibió en 1937 un nombramiento en Berlín, donde se encargó de crear el Archivo de Música Popular. Sin embargo, se le prohibió dar clases en la Universidad porque se negó a componer canciones para la Agrupación de Estudiantes Nacionalsocialistas. Por ello retornó a Múnich, en cuya universidad fue nombrado en 1940 profesor extraordinario de filosofía.
Allí entraron en contacto con él, en diciembre de 1942, Hans Scholl y Alexander Schmorell. Junto con ellos redactó el quinto manifiesto de la Rosa Blanca: "Manifiesto a todos los alemanes". Kurt Huber fue redactor en solitario del sexto manifiesto, que se dirigía contra la política de guerra del Tercer Reich; durante su distribución en la Universidad de Múnich, Sophie Scholl fue arrestada el 18 de febrero de 1943, al ser descubierta por un bedel, que informó a la Gestapo. De acuerdo con la sentencia del juez Roland Freisler, los hermanos Scholl fueron ejecutados el 22 de febrero, junto con Christoph Probst; la condena a muerte de Kurt Huber, Willi Graf y Alexander Schmorell se produjo en un segundo proceso judicial el 19 de abril, donde fue humillado públicamente por Freisler (ver Josef Wirmer). Ante los jueces, Huber citó a Kant y su imperativo categórico como justificación ética de su actitud de resistencia al nazismo.
Clara, la esposa de Huber rogó al compositor Carl Orff que usara sus influencias para salvarlo pero este se negó aduciendo que lo "arruinaría". Tiempo después, la viuda recibió una carta del músico pidiendo perdón.
Kurt Huber y Alexander Schmorell fueron guillotinados el 13 de julio de 1943, Willi Graf, el 12 de octubre de ese mismo año. 
Otros dos miembros de la agrupación, Hans Conrad Leipelt y Marie-Luise Jahn fueron arrestados por recaudar dinero para mantener a la viuda de Huber. Leipelt fue sentenciado y decapitado el 29 de enero de 1945.

## Películas
- La rosa blanca, 1982, Michael Verhoeven.
- Der Yalu fliesst, TV 2008, Jonghan Lee.
- Die Widerständigen – Zeugen der Weißen Rose, 2008, Katrin Seybold.